# Dicliptera acuminata
Dicliptera acuminata är en akantusväxtart som först beskrevs av Hipólito Ruiz López och Pav., och fick sitt nu gällande namn av A. L. Jussieu. Dicliptera acuminata ingår i släktet Dicliptera och familjen akantusväxter. Inga underarter finns listade i Catalogue of Life.